# Désirée Nosbusch
Désirée Nosbusch (ur. 14 stycznia 1965 w Esch-sur-Alzette) – luksemburska prezenterka telewizyjna i aktorka.

## Życiorys
W latach 80. mieszkała na Manhattanie w Nowym Jorku, a od 1990 do 2008 roku mieszkała w Los Angeles. 
Nosbusch mówi w różnych językach: luksemburskim, niemieckim, francuskim, włoskim i angielskim.
Była prowadzącą w 29. Konkursu Piosenki Eurowizji (1984). W tym samym roku w duecie z austriackim muzykiem Falco nagrała piosenkę „Kann es Liebe sein?”.
W 2024 była jedną z prowadzących preselekcji wyłaniającym reprezentanta Luksemburga do 68. Konkursu Piosenki Eurowizji. 23 kwietnia poinformowano, że ogłosi również punktację luksemburskiego jury podczas finału konkursu.